# Kouch Sokumpheak
Kouch Sokumpheak (sinh ngày 15 tháng 2 năm 1987 ở Kampong Thom, Campuchia) là một cầu thủ bóng đá thi đấu cho Nagaworld tại Giải bóng đá vô địch quốc gia Campuchia và đội tuyển quốc gia Campuchia. Anh thi đấu ở vị trí tiền vệ.

## Bàn thắng quốc tế
| #  | Ngày                | Địa điểm                                               | Đối thủ    | Bàn thắng | Kết quả | Giải đấu                         |
| -- | ------------------- | ------------------------------------------------------ | ---------- | --------- | ------- | -------------------------------- |
| 1. | 6 tháng 4 năm 2006  | Sân vận động Quân đội Bangladesh, Dhaka, Bangladesh    | Guam       | 3–0       | 3–0     | AFC Challenge Cup 2006           |
| 2. | 7 tháng 12 năm 2008 | Sân vận động Gelora Bung Karno, Jakarta, Indonesia     | Myanmar    | 1–2       | 2–3     | AFF Cup 2008                     |
| 3. | 25 tháng 3 năm 2011 | Sân vận động bóng đá quốc gia, Malé, Maldives          | Kyrgyzstan | 2–2       | 3–4     | Vòng loại AFC Challenge Cup 2012 |
| 4. | 25 tháng 3 năm 2011 | Sân vận động bóng đá quốc gia, Malé, Maldives          | Kyrgyzstan | 3–4       | 3–4     | Vòng loại AFC Challenge Cup 2012 |
| 5. | 29 tháng 6 năm 2011 | Sân vận động Olympic Phnôm Pênh, Phnôm Pênh, Campuchia | Lào        | 3–2       | 4–2     | Vòng loại World Cup 2014         |
| 6. | 3 tháng 7 năm 2011  | Sân vận động Quốc gia Lào mới, Viêng Chăn, Lào         | Lào        | 2–4       | 2–6     | Vòng loại World Cup 2014         |
| 7. | 6 tháng 6 năm 2019  | Sân vận động Olympic Phnôm Pênh, Phnôm Pênh, Campuchia | Pakistan   | 2–0       | 2–0     | Vòng loại World Cup 2022         |

### Câu lạc bộ
Khemara Keila
- Hun Sen Cup: 2007
- Cúp Chủ tịch AFC 2006: Bán kết

Phnom Penh Crown
- Giải bóng đá vô địch quốc gia Campuchia: 2011, 2014
- Cúp Chủ tịch AFC 2011: Á quân

### Cá nhân
- Chiếc giày vàng Hun Sen Cup: 2007,2009,2010